# حور تعلا
حور تعلا هي بلدة لبنانية بقاعية في قضاء بعلبك التابع لمحافظة بعلبك الهرمل

## لمحة تاريخية
عُرفت حور تعلا برجالها المقاومين الأشداء الشجعان الذين واجهوا الإستعمار التركي وكل أوجه الاستعمار ببسالة، وكان أبرزهم أبو علي ملحم قاسم المصري.
ألقت تركيا القبض على الكثير من رجالها ورحّلتهم إلى سفر برلك وماتوا هناك.
أمّا في المرحلة اللاحقة، فقد واجهت الاستعمار الفرنسي عبر وقوفها إلى جانب الملك فيصل اثناء الثورة العربية.
يحملها الحرمان على جناحبه رغم المراجعات الكثيرة كونها لم تلقَ ما تستحقه من الاهتمام والرعاية من الدولة.

## موقعها
يحدّ حور تعلا من الشمال بلدة بريتال ومن الجنوب بلدة الخضر ومن الغرب بلدة طليا ومن الشرق سلسلة جبال لبنان الشرقية.

## سكانها
يبلغ عدد سكانها حوالي الـ 6000 آلاف نسمة.